# Tito Menenio Lanato (cónsul 477 a. C.)
Tito Menenio Lanato (f. 476 a. C.; en latín, Titus Menenius Lanatus) fue un cónsul romano en el año 477 a. C., junto con Cayo Horacio Pulvilo. Fue hijo del también cónsul Agripa Menenio Lanato. 
Durante su consulado, los Fabios fueron destruidos por los etruscos en Crémera y Tito Lanato, que estaba acampado a corta distancia, permitió la masacre en conformidad con los deseos del partido en el poder en el Senado; sin embargo, pagó un alto precio por este acto de traición. Envalentonados con su victoria, los etruscos lo derrotaron y tomaron posesión del monte Janículo; y en el año siguiente los tribunos le llevaron a juicio por haber descuidado la ayuda a los Fabios.
Como la plebe no deseaba condenar a muerte al hijo de su más grande benefactor, el castigo fue sólo una multa de 2.000 ases. Lanato fue condenado, pero no pudo soportar la humillación, que lo llevó a enclaustarse en su casa y morir de dolor.